# القيثارة الجديدة في كولومبيا (كتاب)
القيثارة الجديدة في كولومبيا هو كتاب ألحان من سبعة أشكال نُشر لأول مرة في عام 1867 في نوكسفيل ، تينيسي بواسطة ماركوس لافاييت سوان . طبعة لاحقة لكتاب قيثارة كولومبيا الذي نشره سوان ووالده عام 1848 ،  يتضمن القيثارة الجديدة مزيجًا من ألحان الترانيم، والترانيم الشعبية، والمقطوعات الموسيقية، والأناشيد، جنبًا إلى جنب مع العديد من مؤلفات سوان الأصلية. يحافظ الكتاب على شعبيته في شرق تينيسي ،  بحوالي 20 أغنية في عام 2004.

## خلفية عن الكتاب
ولد ماركوس لافاييت سوان في نوكسفيل عام 1827 ، وهو ابن المحامي ويليام إتش. سوان الابن (1798 – 1859). في عام 1847 ، تزوج والده من هانا ويلز كروزير ، التي تنحدر من عائلة بارزة من السياسيين ورجال الأعمال في نوكسفيل. تضمنت الشركات التجارية في كروزر شركة طباعة ، كروزر وبارتون، التي نشرت كتب ترنيمة في وقت مبكر من عام 1825 ، وبالتالي ربما تكون قد ألهمت سوانزلنشر مجموعتهم الخاصة من الأغاني. كان قيثارة كولومبيا ، الذي نشره سوانز كدليل لمدرسة الغناء في عام 1848 ، ناجحًا إلى حد ما ، وأعيد طبعه عدة مرات خلال خمسينيات القرن التاسع عشر.
خلال الحرب الأهلية، دعم ماركوس سوان الكونفدرالية، وهرب إلى بلفونت، ألاباما ، عندما احتل جيش الاتحاد نوكسفيل. أثناء إقامته في بلفونت ، كتب مقدمة كتاب القيثارة الجديدة في كولومبيا ، والتي نُشرت في نوكسفيل في عام 1867. بحلول وقت وفاته ، جمع سوان ثروة كبيرة نسبيًا.
أعيد طباعة القيثارة الجديدة في كولومبيا عدة مرات منذ نشره الأولي. ترى عالمة الموسيقى دوروثي هورن أن نجاح القيثارة الجديدة يرجع إلى طباعتها الممتازة وعينتها الأكبر من المعتاد من الألحان القياسية التي تفضلها مختلف الطوائف البروتستانتية.

## محتويات الكتاب
يحتوي القيثارة الجديدة في كولومبيا على نظام فريد من سبعة أشكال ابتكره سوانز، والذي يختلف عن تدوين الأشكال السبعة "القياسي" الذي طوره صانع الأغاني جيسي بي أيكن خلال نفس الفترة. احتفظ ماركوس سوان بالكثير من جوهر قيثارة كولومبيا، ولكنه تضمن أيضًا العديد من الألحان للملحن الشهير لويل ماسون والعديد من مؤلفاته الخاصة. تضيف "النسخة المستعادة" لعام 2001 من القيثارة الجديدة قسمًا من 39 صفحة من الألحان من 1848 قيثارة كولومبيا والتي لم تكن مدرجة في القيثارة الجديدة في كولومبيا بالنسخة الأصلية.
تأتي الأغاني في القيثارة الجديدة من تقاليد الغناء الأوروبية (خاصة الإنجليزية والاسكتلندية) والأمريكية. إلى جانب مؤلفات سوان ، يتضمن القيثارة الجديدة أغانٍ مثل "التتويج" لأوليفر هولدن، و "نشيد عيد الفصح" و "روز شارون" لوليام بيلينجز، و "الخلق" لـ نحميا شمواي ، و "أرلينغتون" لـ توماس ارني ، و "شارع دوق " لجون هاتون . يتضمن الكتاب أيضًا عددًا من الترانيم الشعبية ، مثل "أرض الميعاد" و "إيدوميا" و "غولدن هيل". تم اشتقاق العديد من الألحان من الأغاني الشعبية الأوروبية ، مثل "هامبورغ" (مشتق من " نشيد الوداع ") و "عنوان بروس" (من " الاسكتلنديون وها هاي ") و "مارستون" (من "مزارع في ديل ") .

## روابط خارجية
- الغناء السنوي
- القيثارة القديمة في شرق تينيسي
- رقمنة Harp of Columbia في مكتبات جامعة تينيسي ، نوكسفيل